# Hamataliwa sikkimensis
Hamataliwa sikkimensis är en spindelart som först beskrevs av Benoy Krishna Tikader 1970.  Hamataliwa sikkimensis ingår i släktet Hamataliwa och familjen lospindlar. Inga underarter finns listade i Catalogue of Life.